# نيل دو
نيل دو هو ضابط وسياسي أمريكي، ولد في 20 مارس 1804 في بورتلاند في الولايات المتحدة، وتوفي بنفس المكان في 2 أكتوبر 1897. نشط حزبياً في حزب اليمين والحزب الجمهوري. وقد انتخب عضو مجلس نواب مين ‏.

## وصلات خارجية
- نيل دو على موقع الموسوعة البريطانية (الإنجليزية)